# Pat Frink
Patrick Edward Frink, detto Pat (Wheat Ridge, 18 febbraio 1945 – Tucson, 6 maggio 2012), è stato un cestista statunitense, professionista nella NBA.

## Carriera
Venne selezionato dai Cincinnati Royals al terzo giro del Draft NBA 1968 (27ª scelta assoluta).